# Комісар державної безпеки
Комісар державної безпеки спеціальне звання вищого командного складу ГУДБ НКВС СРСР та НКДБ СРСР.
7 жовтня 1935 року запроваджено такі звання:
- Комісар державної безпеки 3-го рангу — приблизно відповідало званню комкор (генерал-лейтенант)
- Комісар державної безпеки 2-го рангу — приблизно відповідало званню командарм 2-го рангу (генерал-полковник)
- Комісар державної безпеки 1-го рангу — приблизно відповідало званню командарм 1-го рангу (генерал армії)

Звання, що запроваджено 26 листопада 1935 року:
- Генеральний комісар державної безпеки — приблизно відповідало званню Маршал Радянського Союзу

Звання, що запроваджено 9 лютого 1943 року:
- Комісар державної безпеки — приблизно відповідало званню генерал-майор, впроваджено замість звання «старший майор державної безпеки» (комбриг або комдив)

Їх скасовано 1945 року й замінено генеральськими званнями за армійським зразком.